# 湯啓烺
湯啓烺（？—1630年），字宣仲，號涟漪，崇禎中避皇太子朱慈烺諱，改名湯啓祥，直隶常州府宜興縣人，明末政治人物，進士出身。

## 生平
天啓元年（1621年）辛酉科应天府鄉試舉人，天啓二年（1622年）聯捷壬戌科進士，以母老乞南曹，以便迎養，得南武选司主事，七年升职方司员外，崇祯元年升车驾司郎中，掌船政。时璫焰張甚，索進鲜船踰额，烺執故例抑之，璫怒，率衆入署肆詈，烺不少屈，卒堅拒之。逆祠創建，烺虑落成拜謁，先期乞假。崇禎二年（1629年），升山西太原府知府。時京师有警，派太原铅矿數十萬斤，烺賚现值，躬馳鎮集及山中，與商民贸易，铅矿大集，三月告竣。流寇渡河，固圉措饷，勞頓致疾，崇祯三年庚午卒。易箦時不能治棺衾，赖捐恤以济。祀名宦，所著有《石城草》。

## 家族
曾祖汤建衡，字平仲。初名鄞，字以山。嘉靖十年举人。三十九年至四十一年间官江西新城知县。时福建哗变之兵攻入赣境，建衡多方守御，新城得全。后以与上官不合，弃官归。未几卒。祖父湯文壽，庠生；父湯兆隆，庠生；母吴氏。慈侍下。從兄湯啓燁，万历三十五年丁未科进士。從兄湯齊，万历四十七年己未进士。